# Chörten Chendebji
El chörten Chendebji es una estupa budista a 41 km al oeste de Trongsa, a 2430 metros de altitud en el distrito homónimo en Bután. Construido en el siglo XVIII, sigue el estilo típico nepalí que se puede apreciar en estupas como la del complejo Swayambhunath.

## Historia
El lama Shida del Tíbet mandó a construir el chörten para subyugar «los restos de un espíritu maligno». Otras fuentes afirman que lo fundó el lama Ngesup Tshering Wangchuk para proteger el valle de demonios. En la actualidad, el monumento congrega a un gran número de peregrinos durante el festival Sambha Lhundrup Molam Chenmo en el noveno mes del calendario butanés.

## Descripción
Al igual que la estupa Swayambhunath de Katmandú cuenta con cuatro pares de ojos pintados cerca del pináculo, cada uno encarando un punto cardinal. Aunque inusual en Bután, esta característica es típica en Nepal, con ejemplos como Boudhanath. De acuerdo a la tradición, en el interior conserva el cráneo de Tenzin Lekpai Dhundrup, quien era considerado un guardián de las enseñanzas budistas tibetanas. Al lado del chörten hay un largo muro de ruedas de plegarias decorados con textos sagrados. El conjunto se ubica en la llamada Chorten Lam, un camino que une varias estupas del país.